# Monongahela (Pennsylvania)
Monongahela is een plaats (city) in de Amerikaanse staat Pennsylvania, en valt bestuurlijk gezien onder Washington County.

## Demografie
Bij de volkstelling in 2000 werd het aantal inwoners vastgesteld op 4761. In 2006 is het aantal inwoners door het United States Census Bureau geschat op 4502, een daling van 259 (-5,4%).

## Geografie
Volgens het United States Census Bureau beslaat de plaats een oppervlakte van 5,5 km², waarvan 5,0 km² land en 0,5 km² water. Monongahela ligt op ongeveer 248 m boven zeeniveau.

## Plaatsen in de nabije omgeving
De onderstaande figuur toont nabijgelegen plaatsen in een straal van 8 km rond Monongahela.